# 排除速率常數
排除速率常數（英語：elimination rate constant，符號為{\displaystyle K}或{\displaystyle K_{e}}），是药物代谢动力学中指人体能完全將药物所排出的速率之系数。

## 相關公式
{\displaystyle {dC \over dt}=-Kt}
經微分後，
{\displaystyle \ln \left({\frac {C_{0}}{C_{t}}}\right)=Kt}
- {\displaystyle t}：時間
- {\displaystyle C_{0}}：初始時間（{\displaystyle t=0}）的物質濃度
- {\displaystyle C_{t}}：代表{\displaystyle t}時間的濃度